# The Coral
The Coral é uma banda britânica de rock, formada em 1996. Ganhou popularidade com seu álbum de estreia lançado em 2002, chamado The Coral, indicado ao Mercury Music Prize. O estilo do grupo é geralmente associado ao rock sessentista, com influências psicodélicas e do jangle pop.

## Discografia
- The Coral (2002)
- Magic and Medicine (2003)
- Nightfreak and the Sons of Becker (2004)
- The Invisible Invasion (2005)
- Roots & Echoes (2007)
- Butterfly House (2010)
- The Curse of Love (2014)
- Distance Inbetween (2016)
- Move Through the Dawn (2018)